# یاور کلنترلی
یاور کلنترلی (ترکی آذربایجانی: Yavər Kələntərli; ۲۶ مارس ۱۹۰۲ – ۵ فوریهٔ ۱۹۷۹) خواننده موسیقی مقامی آذربایجانی در دوره شوروی سابق بود. در سال ۱۹۳۹ به وی لقب افتخاری هنرمند افتخاری آذربایجان شوروی اعطا شد.

## زندگی‌نامه
یاور کلنترلی در ۲۶ مارس سال ۱۹۰۲ شهر شماخی استان باکوی سابق در امپراتوری روسیه زاده شد.وی با «خداوردی کلنترلی» ازدواج کرد. یاور کلنترلی در سال ۱۹۲۴ با مسلم ماقمایف، آهنگساز معروف آذربایجانی، آشنا شد که الهام بخش فعالیت او در موسیقی شد.
یاور کلنترلی از سال ۱۹۳۲ تا ۱۹۳۷ به عنوان تکخوان در رادیو آذربایجان فعالیت کرد. از سال ۱۹۳۷ تا ۱۹۴۱ و دوباره در میان سالهای ۱۹۴۵ الی ۱۹۵۱ نیز در آکادمی ملی اپرا و تئاتر باله آذربایجان تک‌خوان بود.برخی از اجراهای برجسته موسیقی‌های مقامی که در نمایش‌های اپرا داشت، شامل خوانندگی در نقش «لیلا»، مادر لیلی و در نقش «اصلی» به ترتیب در اپراهای لیلی و مجنون و اصلی و کرم از عزیر حاجی‌بیگف، همچنین در نقش «عرب‌زنگی» در اپرای «شاه اسماعیل» از مسلم ماقمایف است. در کنار موسیقی مقامی، او
موسیقی‌های مردمی آذربایجانی هم می‌خواند.
یاور کلنترلی در ۵ فوریه سال ۱۹۷۹ در باکو درگذشت.